# Hassan Chaito
Hassan Ali Chaito, noto anche con lo pseudonimo di Moni (Beirut, 20 marzo 1989), è un calciatore libanese, centrocampista del Bourj e della nazionale libanese.

## Carriera

### Club
Ha giocato nella prima divisione libanese.

### Nazionale
Con la nazionale libanese ha preso parte alla Coppa d'Asia 2019.

## Palmarès

### Club

#### Competizioni nazionali
- Prima Divisione: 5

Ahed: 2009-2010, 2010-2011, 2016-2017, 2017-2018
Ansar: 2020-2021
- Coppa del Libano: 3

Ahed: 2010-2011, 2017-2018
Ansar: 2020-2021
- Supercoppa del Libano: 5

Ahed: 2010, 2011, 2015, 2017, 2018
- Coppa d'Élite libanese: 3

Ahed: 2010, 2011, 2015

### Individuale
- Squadra dell'anno libanese: 1

2012-2013, 2013-2014

## Statistiche

### Cronologia presenze in nazionale
| Cronologia completa delle presenze e delle reti in nazionale ― Libano | Cronologia completa delle presenze e delle reti in nazionale ― Libano | Cronologia completa delle presenze e delle reti in nazionale ― Libano | Cronologia completa delle presenze e delle reti in nazionale ― Libano | Cronologia completa delle presenze e delle reti in nazionale ― Libano | Cronologia completa delle presenze e delle reti in nazionale ― Libano | Cronologia completa delle presenze e delle reti in nazionale ― Libano | Cronologia completa delle presenze e delle reti in nazionale ― Libano |
| Data                                                                  | Città                                                                 | In casa                                                               | Risultato                                                             | Ospiti                                                                | Competizione                                                          | Reti                                                                  | Note                                                                  |
| --------------------------------------------------------------------- | --------------------------------------------------------------------- | --------------------------------------------------------------------- | --------------------------------------------------------------------- | --------------------------------------------------------------------- | --------------------------------------------------------------------- | --------------------------------------------------------------------- | --------------------------------------------------------------------- |
| 17-01-2019                                                            | Sharjah                                                               | Libano                                                                | 4 – 1                                                                 | Corea del Nord                                                        | Coppa d'Asia 2019 - 1º turno                                          | -                                                                     | 81’                                                                   |
| Totale                                                                |                                                                       | Presenze                                                              | 1                                                                     |                                                                       | Reti                                                                  | 0                                                                     |                                                                       |